# Jacques Callot

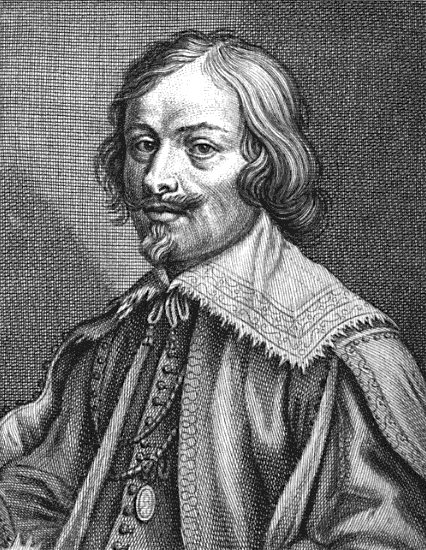
Portretprent naar een door Antoon van Dyck geschilderd origineel

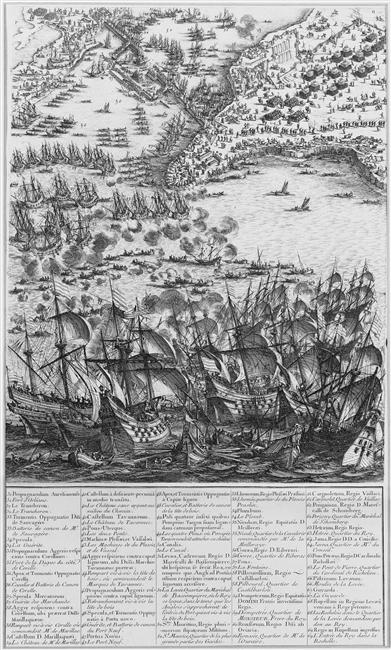
Beleg van La Rochelle (1627-1628), ca. 1628

Jacques Callot (Nancy, 1592 - aldaar, 28 maart 1635) was een Franse kunstschilder, tekenaar en graveur.
Callots werk was in de stijl van de vroege barok van Frankrijk en inspireerde zowel Georges de La Tour als de jonge Rembrandt.
Het begin van zijn carrière bracht hij door aan het hof van Cosimo II de' Medici in Florence. Hier maakte hij vooral werk met het theater, met name de commedia dell'arte in de hoofdrol.
In 1621 keerde hij terug naar zijn geboorteplaats Nancy, dit markeert een omslag in zijn stijl. Zijn stijl heeft een zekere directheid en intensiteit. Hij maakte etsen met scènes uit het alledaagse leven en met name de minder rooskleurige kant van de maatschappij. In de Les Miseres et les Mal-heurs de la guerre vat hij zijn ervaringen met de Dertigjarige Oorlog samen en is tevens vaak moraliserend. Zijn geweldige etskwaliteit is vaak met die van Albrecht Dürer vergeleken.

## Belangrijke werken
- Les Foires
- Les Hideux
- Les Supplices
- Les Miseres et les Mal-heurs de la guerre, nu algemeen Les Misères de la guerre genoemd, bewaard in het Museo di Palazzo Poggi te Bologna
- Tentations de S. Antoine (twee werken)
- Les Gueux contrefaits
- Le siège de Bréda
- Le siège de La Rochelle

- Auckland Art Gallery Toi o Tāmaki: 805
- Art Gallery of South Australia: 3959
- Bibsys: 90388811
- Biblioteca Nacional de España: XX1009556
- Bibliothèque nationale de France: cb12000309c (data)
- Catàleg d'autoritats de noms i títols de Catalunya: 981058521154406706
- CiNii: DA04349898
- Gemeinsame Normdatei: 11851850X
- International Standard Name Identifier: 0000 0001 2122 9857
- KulturNav: 8a5cfc4d-6a26-48d6-9b72-25d897052a6c
- Library of Congress Control Number: n50032190
- Nationale Bibliotheek van Letland: 000174486
- MusicBrainz: 2c9c0774-6815-4c6a-bc2b-a262874f5502
- Bibliotheek van het Japanse parlement: 00435120
- Nationale Bibliotheek van Tsjechië: jn20000700271
- Nationale bibliotheek van Australië: 35024962
- Nationale Bibliotheek van Israël: 987007280303105171
- Nationale en Universitaire bibliotheek Zagreb: 000195119
- Nederlandse Thesaurus van Auteursnamen: 068930917
- Réseau des bibliothèques de Suisse occidentale: 02-A003070431
- RKD-Nederlands Instituut voor Kunstgeschiedenis: 14836
- Istituto Centrale per il Catalogo Unico: RAVV025720
- LIBRIS: 182708
- SNAC: w6xw4z42
- Système universitaire de documentation: 026763001
- Museum of New Zealand Te Papa Tongarewa: 370
- Trove: 798739
- Union List of Artist Names: 500021688
- Virtual International Authority File: 19687783
- WorldCat: E39PBJf8rhGrwxKPkdFt8pp9Dq